# Italo Casali
Italo Casali (ur. 2 lipca 1940, zm. w 2019) – sanmaryński strzelec, olimpijczyk. 
Brał udział w igrzyskach olimpijskich w latach 1972 (Monachium) i 1976 (Montreal). Na obu igrzyskach startował tylko w strzelaniu z karabinu małokalibrowego w trzech postawach z odl. 50 metrów, w którym zajmował odpowiednio: 65. i 56. miejsce.

## Wyniki olimpijskie
| Igrzyska | Konkurencja                                    | Wynik | Miejsce    | Źródło |
| -------- | ---------------------------------------------- | --- | ---------- | ------ |
| IO 1972  | Karabin małokalibrowy, trzy postawy, 50 metrów | 1026 punktów W pozycji leżącej – 374 pkt. (97-94-92-91) W pozycji klęczącej – 305 pkt. (75-79-76-75) W pozycji stojącej – 347 pkt. (87-89-89-82) | 65 (na 69) | [ 3 ]  |
| IO 1976  | Karabin małokalibrowy, trzy postawy, 50 metrów | 1009 punktów W pozycji leżącej – 375 pkt. (88-97-95-95) W pozycji klęczącej – 341 pkt. (80-93-84-84) W pozycji stojącej – 293 pkt. (69-69-80-75) | 56 (na 57) | [ 4 ]  |